# Octorathkea onoi
Octorathkea onoi is een hydroïdpoliep uit de familie Australomedusidae. De poliep komt uit het geslacht Octorathkea. Octorathkea onoi werd in 1927 voor het eerst wetenschappelijk beschreven door Uchida. 